# Abdullah Maqurai
Abdullah Muqurai ( Pashto : عبداله مقوری) er en afghansk, pashtun, pukhtoon artist som har stor respekt indenfor den pashtunske stammen. Abdullah Muqurai er fra syd afghanistan og gennem Afghanistans musikhistorie har været en af de mest kendte og højt respekteret personer.
| Biografi | Spire Denne biografi er en spire som bør udbygges. Du er velkommen til at hjælpe Wikipedia ved at udvide den. |